# 닥터 (2013년 영화)
《닥터》(DOCTOR)는 대한민국에서 제작된 김성홍 감독의 2013년 스릴러, 공포 영화이다. 김창완 등이 주연으로 출연하였고 조한주 등이 제작에 참여하였다. 제17회 부산국제영화제에서 전 세계 초연되었다.
대한민국에는 2013년 6월 20일 개봉되었다.

## 줄거리
잘나가는 성형외과 의사, 젊고 예쁜 아내까지 모든 걸 다 가진 남자 최인범. 하지만 인범의 실체는 사이코패스였고 그의 아내 박순정 또한 남자의 돈이나 노리는 꽃뱀이었다. 게다가 순정은 남편앞에서만 현모양처 행세를 하고 뒤에서는 젊은 남자 김영관과 외도를 즐기고 있었다. 순정의 모친 역시 딸아이와 한패였기에 위자료 뜯어낼때까지만 참으라고 한다. 모든걸 알게 된 인범은 분노가 치솟았다. 그래서 보톡스를 해준다는 핑계로 처가를 방문해 장모를 무참하게 살해한 뒤 아내에게는 허벅지살과 잘린 귀를 내밀어 보였다. 그리고 엄마의 잘린 귀를 보며 구토하는 순정을 기절시킨뒤 지하창고에 감금시켰다.
그의 사이코 기질은 병원에서도 이어졌다. 아리따운 여성환자가 방문하자 그녀의 얼굴을 자기 취향대로 고치기 위해 전신수술을 감행했고 이를 본 간호사들은 환자 죽일 생각 아니라면 그만두라고 했지만 인범이 말을 듣지않자 곧바로 병원을 도망치려 했다. 하지만 인범은 간호사들마저도 무참하게 살해했고 딱 한사람만이 간신히 빠져나와 경찰에 신고한다. 또한 순정과의 연락이 끊겨 그녀를 찾아헤메던 영관이 지하창고에 감금된 순정을 발견해 응급실에 데려오면서 인범은 쫓기는 신세가 되고만다.

## 캐스팅

### 주연
- 김창완 : 최인범 역
- 배소은 : 박순정 역
- 서건우 : 김영관 역

### 조연
- 한다은 : 김 간호사 역
- 반민정 : 수간호사 역
- 현서 : 최 간호사 역
- 하은설 : 박민숙 역
- 박지은 : 정유미 역
- 김종훈 : 남자친구 역
- 임지수 : 중년여자 역
- 조용석 : 형사반장 역
- 구자훈 : 형사 역
- 김유희 : 헬스클럽안내 역
- 진주형 : 배달남 역
- 탁대성 : 노숙자 역
- 최형 : 경찰 역
- 노승범 : 형사팀장 역 (우정출연)
- 케빈 : 성형외과의사 역 (우정출연)

## 스태프
- 프로듀서: 이연호
- 프로듀서: 나용국
- 제작실장: 김도현
- 공동제작: 오주경
- 조명: 박종환
- 조명부: 정현욱
- 동시녹음: 안대환
- 붐오퍼레이터: 양우석
- 붐오퍼레이터: 김정숙
- 미술: 김홍균
- 프러덕션 슈퍼바이져: 조정호
- 촬영팀: 오인서
- 온라인마케팅: 조현아